# Jasmine Camacho-Quinn
Jasmine Camacho-Quinn (født 12. marts 1996) er en puertoricansk atlet, der konkurrerer i hækkeløb.
Hun repræsenterede Puerto Rico under sommer-OL 2016 i Rio de Janeiro, hvor hun blev elimineret i semifinalen i 100 meter hækkeløb.
Hun vandt guld for Puerto Rico i 100 m hækkeløb under sommer-OL 2020 i Tokyo.